# オリ (ハワイ)

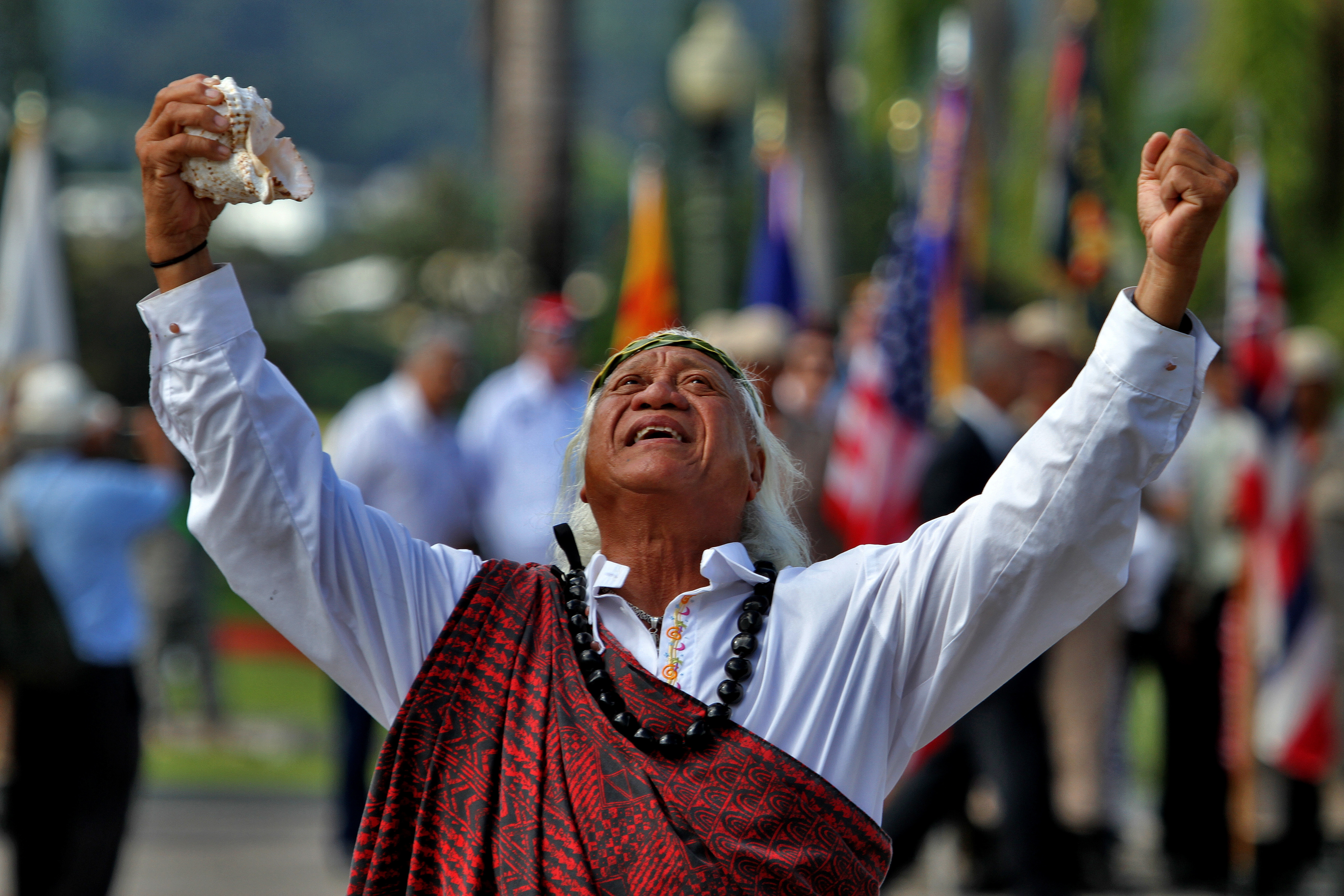
ハワイ伝統文化実践者のKahu Manu Mook氏が退役軍人の式典にてオリを唱えているところ (オアフ島カネオヘにて)

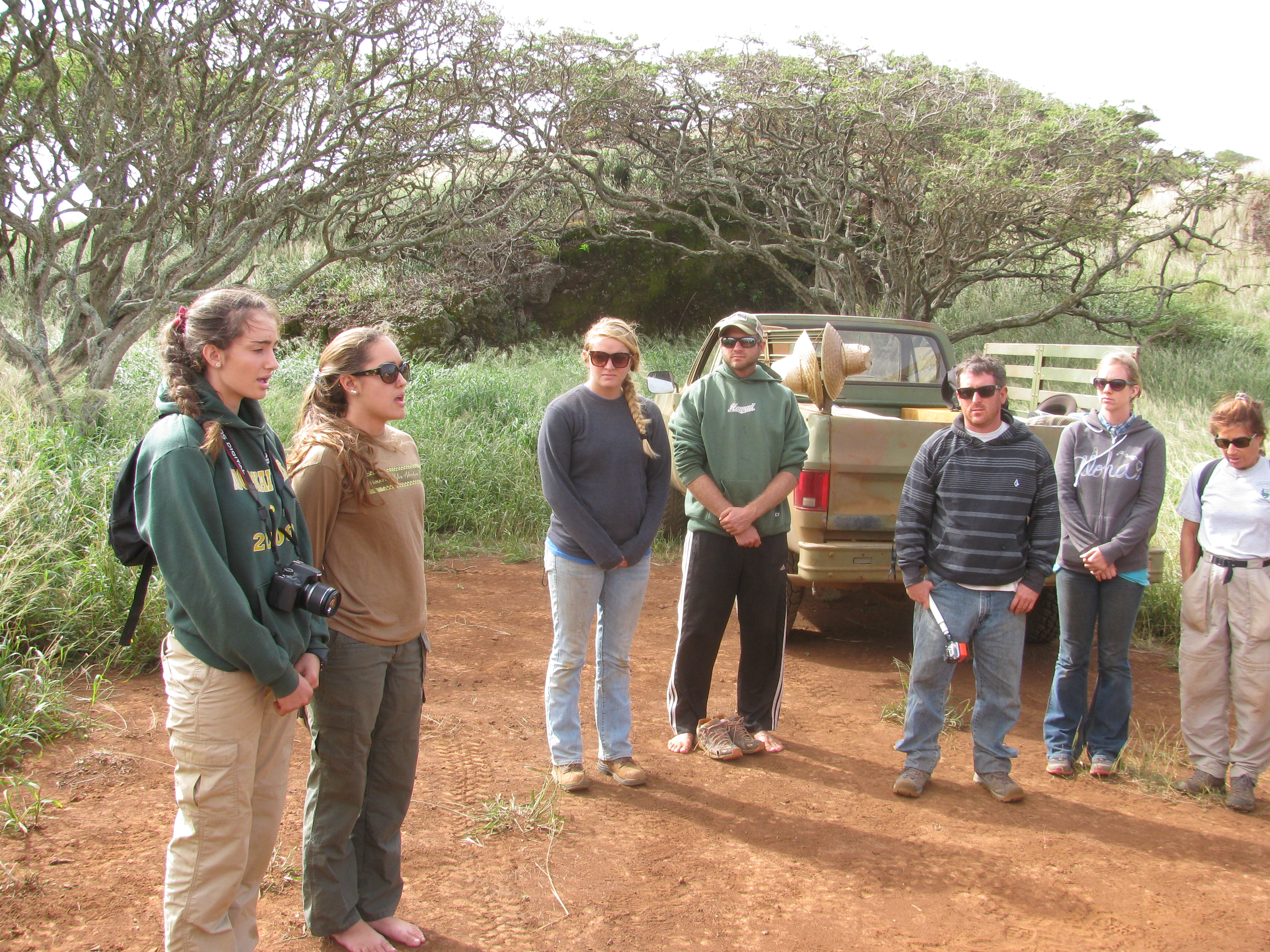
一日の行動の始まりにもオリが唱えられる (カホオラヴェ島にて)

オリ (ハワイ語: oli) はハワイ先住民の伝統的な口頭伝承で伝えられた神話、歴史、系図、祈祷、許可申請などの詩歌で、声を出して唱えるもののうち特に踊りや楽器の伴奏を伴わないものである。長い句々を一息で唱えたり、句の終わりに「iʻi」が付くことが多いなどの特徴がある。また動詞としてその詩歌と唱える行為も指す。オリを唱える人はメア・オリ (ハワイ語: mea oli) と呼ばれる。一般的に一人のメア・オリによって唱えられることが多い。一方オリを作成する人はハク・メレ (ハワイ語: haku mele) と呼ばれ、彼らは詩人であり、語り部であり、伝統の継承者でもある。伝統的に文字文化を持たなかったハワイ先住民たちは、オリの声の文化を通じて重要な文化や伝統、重大歴史的出来事などを後世に伝えた。また祈祷や系図などをオリで何度も暗唱することによってやはり後世に伝えた。

## 大衆文化での描写
オリはハワイ先住民の生活に深く関わっており、日常生活でもさまざまな場面で詠われた。2022年放映のNHKのテレビドラマ『わげもん〜長崎通訳異聞〜』では投獄されていたアメリカ人とハワイ人の漂流民たちへ対し長崎奉行が出島を介してアメリカ軍艦へ上船させる旨を告げると、ハワイ人漂流民の一人が歓喜を表すオリを唱える場面が描写された。
また彼らやハワイ人漂流民の一人であるカイの発した「イ・ムア・エ・ナー・ポーキッイ (I mua e nā pōkiʻi)」が物語のキーワードとなる描写もある。これはカメハメハ1世がハワイ統一を達成する過程で重要な激戦となったマウイ島・イアオ渓谷でのケパニヴァイの戦い (en:Battle of Kepaniwai) で戦い開始前に詠われたオリの一つ、戦士を鼓舞するウォー・クライ (en:Battle cry) の最初の一句である
| Imua e nā pōkiʻi a inu i ka wai ʻawaʻawa, ʻaʻohe hope e hoʻi mai ai | 親愛なる若き兄弟たちよ前に進め（戦の）苦い水を飲むのだ、（戦いの勝利を確実にするまで）後戻りは出来ない |
| —ʻO Kamehameha Nui                                                  | —カメカメハ1世                                                                                         |

「Imua e nā pōkiʻi」は現代では成句となって、歓喜、結束、勝利を表す合言葉、前に進み先祖伝来文化を大切にせよという歌やモットー、更には新しいオリの一句となってさまざまな場面で伝統を重んじるハワイ先住民の生活で使用されている。